# Karma (pjesma)
"Karma" je hip hop pjesma američkog sastava Black Eyed Peas. Objavljena je kao četvrti singl s albuma Behind the Front 6. travnja 1999. u izdanju Interscope Recordsa.

## O pjesmi
Baš kao ni prethodni singl "What It Is", ni singl "Karma" nije zabilježio nikakav uspjeh na top ljestvicama. Kim Hill ne pjeva na ovoj pjesmi, ali se pojavljuje u spotu.

## Videospot
U videu will.i.am se nalazi u bolnici jer je ozljedio lijevo rame. Doktor mu javlja da su svi doktori zauzeti, pa will traži sljedećeg. Taboo je u videu jedan od lječnika, a Kim Hill je medicinska sestra.

## Popis pjesama
Vinilni singl
Strana A
1. "Karma" (LP verzija)
2. "Karma"
3. "Karma" (instrumentalno)
4. "Karma" (A Cappella)

Strana B
1. "One Way" (Karma remix)
2. "One Way" (instrumentalno)
3. "One Way" (A cappella)
4. "Karma"

CD singl
1. "Karma" (LP verzija)
2. "One Way" (Karma remix)
3. "Karma" (live)
4. "Karma"